# Lunas rotas
Lunas rotas è il primo album della cantautrice spagnola Rosana, pubblicato dall'etichetta discografica MCA e distribuito dalla Universal nel 1996.
L'album, disponibile su musicassetta e compact disc, è prodotto da José Antonio Romero. I brani sono interamente composti dall'interprete.
Dal disco vengono tratti quattro singoli.

## Tracce
1. Furia de Color
2. El Talismán
3. A Fuego Lento
4. No Sé Mañana
5. Lunas rotas
6. Si Tú No Estás
7. Bebes de Mí
8. Sin Miedo
9. Deray
10. Así Son las Cosas
11. Descubriéndote
12. Nadie Más Que Yo

## Classifiche
| Classifica (1996-97) | Posizione massima |
| -------------------- | ----------------- |
| Argentina            | 8                 |
| Italia               | 10                |
| Spagna               | 1                 |